# Alosa kessleri
Az Alosa kessleri a sugarasúszójú halak (Actinopterygii) osztályának heringalakúak (Clupeiformes) rendjébe, ezen belül a heringfélék (Clupeidae) családjába tartozó faj.

## Előfordulása
Az Alosa kessleri elterjedési területe a Kaszpi-tenger és az őt környező öblök és folyótorkolatok.

## Alfajai
- Alosa kessleri kessleri
- Alosa kessleri volgensis

## Megjelenése
Ez a halfaj általában 40 centiméter hosszú, de akár 52 centiméteresre is megnőhet. Testtömege legfeljebb 1200 gramm. 32-44 centiméteresen számít felnőttnek. Mindkét állkapcsán jól fejlett fogak találhatók.

## Életmódja
Egyaránt megél a sós-, édes- és brakkvízben is. Az Alosa kessleri 0-85 méteres mélységben tartózkodik. Tápláléka főleg kisebb halakból áll, rovarokat kevésbé fogyaszt; a két alfaj közül, inkább az A. k. volgensis a rovarevő. Az A. k. kesslerit tartják a legízletesebb kaszpi-tengeri heringfélének; ívás előtt a zsírtartalma körülbelül 18,9 százalékos, ívás után 1,5 százalékra csökken. A telet, a Kaszpi-tenger déli részén tölti.
Legfeljebb 8 évig él.

## Szaporodása
Az Alosa kessleri anadrom vándorhal (a tengerből az édesvízbe vonul ívni). A Volgában manapság már nem ívik, mivel a vízerőművek megakadályozzák. 4-5 évesen ívik először. Március-április között megjelenik a folyótorkolatok közelében, április–május között, amikor a vízhőmérséklet eléri a 9 Celsius-fokot felúszik a folyókba, aztán augusztusig, vagy amíg a vízhőmérséklet nem hűl 15 Celsius-fok alá, tart az ívási időszaka. Körülbelül 30-50 napon keresztül rakja az ikráit. Az ikrákat a partközelben rakja le. Ívás után sok példány elpusztul. Az ivadék az első évet a folyókban tölti.

## Felhasználása
Az Alosa kessleri halfajt, ipari mértékben halásszák.